# 16 (szám)
A 16 (tizenhat) (római számmal: XVI) a 15 és 17 között található természetes szám.

## A matematikában
A tízes számrendszerbeli 16-os a kettes számrendszerben 10000, a nyolcas számrendszerben 20, a tizenhatos számrendszerben 10 alakban írható fel.
A 16 páros szám, összetett szám. Kanonikus alakban a 24 szorzattal, normálalakban az 1,6 · 101 szorzattal írható fel. Öt osztója van a természetes számok halmazán, ezek növekvő sorrendben: 1, 2, 4, 8 és 16.
Prímhatvány, kettőhatvány. Négyzetszám, a 4 négyzete, a 2 negyedik hatványa. Az első olyan szám, amelynek pontosan 5 osztója van. Erősen bővelkedő szám: osztóinak összege nagyobb, mint bármely nála kisebb pozitív egész szám osztóinak összege.
Az első szám, ami egy nála kisebb szám (a 12) valódiosztóösszeg-függvénye. Egy nála nagyobb szám, a 26 valódiosztó-összege is.
A 16 az egyetlen egész szám, amely mn és nm alakba írható, ahol m 〈〉 n (m = 4, n = 2, vagy vice versa). Ennek az az oka, hogy 22 = 2 × 2. 16 = 2↑↑3 (lásd tetráció).
A 15 és a 16 Ruth–Aaron-párt alkotnak a második definíció szerint, amikor az ismétlődő prímtényezőket is számításba veszik.
Mivel található olyan 16 egymást követő egész szám, amelynél minden belső számnak van közös prímtényezője akár az első, akár az utolsó taggal, a 16 Erdős–Woods-szám. A legkisebb ilyen tulajdonságú egymást követő számok 2184 és 2200 között találhatók.
A 16 középpontos ötszögszám. A szabályos tizenhatszög szerkeszthető sokszög, mivel a 16 kettőhatvány.
A 16 a számítástechnikában kiterjedten használt hexadecimális számrendszer alapszáma.
A 16 megjelenik a Padovan-sorozatban, a 7, 9, 12 után.

## A tudományban
- A periódusos rendszer 16. eleme a kén.

## Informatikában
16 bites architektúra

## A zenében
- Tizenhat tonna fekete szén – a Republic együttes dala
- A Sweet Sixteen Billy Idol 1986-os dala
- Lil Peep - 16 Lines

## A filmművészetben
- Korhatár-besorolás, 16 évnél fiatalabbak számára nem ajánlott filmeket jelöl
- Számos film címében szerepel a 16-os szám, pl. Tizenhat szál gyertya (Sixteen Candles), Sweet Sixteen címmel több film is készült, például a 2002-es Ken Loach-rendezés magyar címe: Édes kamaszkor. Sweet Sixteen, a hazudós címmel pedig magyar tévéfilm is készült.

## A sportban
- Tizenhatos

## Egyéb
A sakkban mindkét játékosnak 16 bábuja van, a fehér és fekete gyalogok száma együttesen 16.
Az eszperantó nyelv 16 egyszerű szabálya a Fundamento, az alapnyelvtan.